# امپان‌ویل
امپان‌ویل (به فرانسوی: Amponville) یک کمون در فرانسه است که در Canton of Chapelle-la-Reine واقع شده‌است.

## خصوصیات
امپان‌ویل ۱۲٫۳ کیلومترمربع مساحت و ۳۵۸ نفر جمعیت دارد.